# Torsten Graef
Torsten Graef ist ein ehemaliger deutscher Basketballspieler.

## Werdegang
Graef gewann 1992 mit Bayer 04 Leverkusen die deutsche B-Jugend-Meisterschaft. Für die Leverkusener Mannschaft in der Basketball-Bundesliga bestritt er zwischen 1994 und 1996 insgesamt fünf Einsätze. Er trug damit zum Gewinn der deutschen Meistertitel 1995 und 1996 sowie des DBB-Pokals 1995 bei.